# 닉 스미스 주니어
닉 스미스 주니어(Nick Smith Jr., 본명: 니콜라스 스미스 주니어, Nicholas Smith Jr., 2004년 4월 18일 ~ )는 전미 농구 협회(NBA)의 샬럿 호니츠 소속 미국 프로 농구 선수이다. 고등학교 3학년 때 아칸소 주 노스 리틀 록에 있는 노스 리틀 록 고등학교에 다녔으며, 그곳에서 2022년 전체 신입생 1위에 선정되었다.

## 대학 경력
스미스는 2022-23 시즌 동안 아칸소 레이저백스의 선발 가드로 예상되었지만 지속적인 무릎 부상으로 인해 시즌 대부분 동안 출전하지 못했다. 스미스는 17경기에 출전해 대회당 평균 12.5점을 기록했다.

## 프로 경력
스미스는 2023년 NBA 드래프트 27순위로 샬럿 호네츠에 지명됐다.